# Arturo Prat

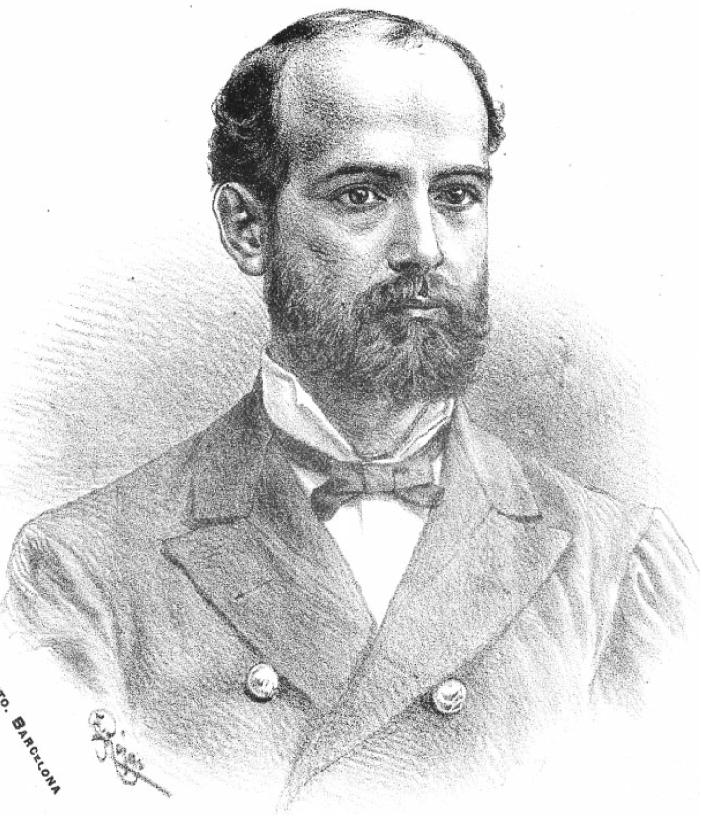
Arturo Prat

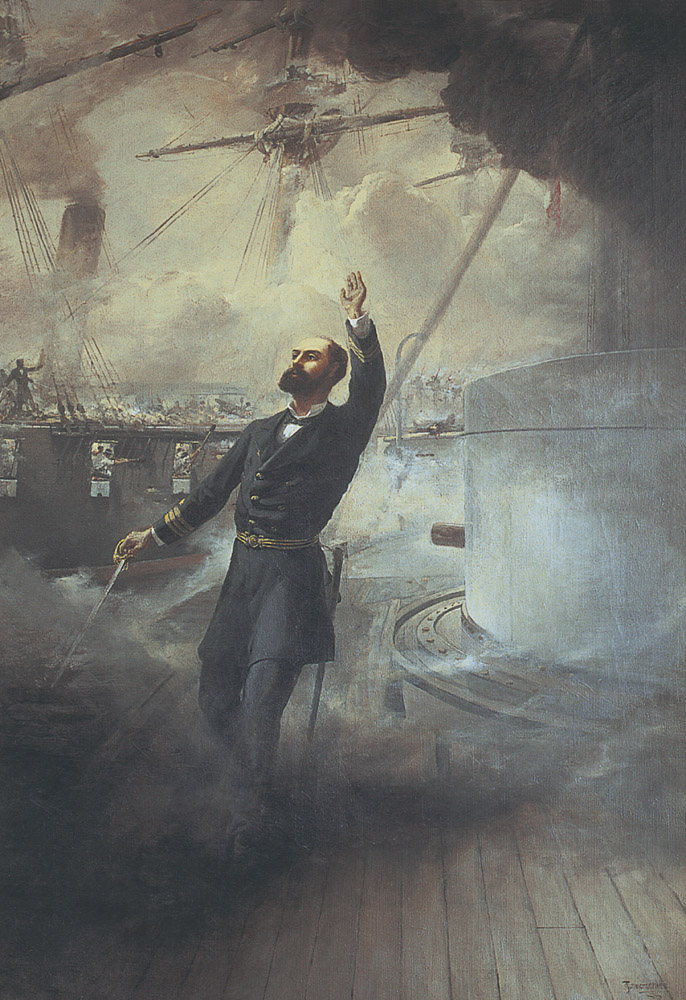
Arturo Prats Tod, Bild von Thomas Somerscales (1886)

Arturo Prat Chacón (* 4. April 1848 auf der heute in ein Museum umgewandelten Hacienda de Puñual bei Ninhue in der Provinz Ñuble am Bío-Bío-Fluss; † 21. Mai 1879 in Iquique, Peru, an Bord der Huáscar) war ein chilenischer Fregattenkapitän und Seeheld. Im Zivilberuf war er Rechtsanwalt. Er nahm im Spanisch-Südamerikanischen Krieg an den Seegefechten von Papudo (1865) nördlich von Valparaíso und Abtao (1866) vor der Insel Chiloé gegen die spanische Flotte teil.
Im Salpeterkrieg 1879 übernahm er unmittelbar vor dem Seegefecht von Iquique das Kommando auf der veralteten Korvette Esmeralda und leitete die Blockade des damals peruanischen Hafens Iquique. Die Esmeralda wurde im Verlauf des fast vierstündigen Gefechts von dem peruanischen Rammmonitor Huáscar unter dem Kommando des Konteradmirals Miguel Grau Seminario gerammt und versenkt. Prat war zuvor bei dem misslungenen Versuch gefallen, die Huáscar zu entern.
Einige Wochen nach dem Kampf sandte Admiral Grau den Degen des gefallenen Arturo Prat zusammen mit einem Beileidsschreiben an dessen Witwe, wobei er den Mut und die Tapferkeit seines Kontrahenten mit anerkennenden Worten lobte und sich bedauernd über die Schrecken des Krieges äußerte. Prats Witwe nannte Grau daraufhin einen Ritter der Meere, eine Ehrenbezeichnung, die bis heute für Prat und Grau verwendet wird.
Der Tod Prats spielte im weiteren Kriegsverlauf eine große Rolle. Obwohl Prat an den Kampfhandlungen, welche die eigentlichen Voraussetzungen für den Sieg Chiles schufen, nämlich an den Gefechten von Punta Gruesa wenige Stunden nach seinem Tod (Untergang der peruanischen Fregatte Independencia) und von Angamos sechs Monate später (Eroberung der Huáscar), nicht beteiligt war, gilt das Gefecht von Iquique, bei dem er zu Tode kam, im öffentlichen Bewusstsein als der entscheidende Wendepunkt des Krieges. Nach Prat sind in Chile zahlreiche öffentliche Plätze, Straßen und andere Einrichtungen benannt. Außerdem trägt die 10.000-Peso-Note das Gesicht Prats. Auch die wissenschaftliche Forschungsstation Arturo Prat und die Landspitze Punta Prat im Chilenischen Antarktisterritorium tragen seinen Namen. Am Jahrestag seines Todes finden in Chile Gedenkfeiern statt und der Präsident von Chile gibt vor dem Parlament seine jährliche Regierungserklärung an die Nation ab.  
Prat und Grau, deren Lebensläufe gewisse Parallelen aufweisen und die 13 Jahre vor Iquique Seite an Seite bei Abtao gegen die spanische Flotte gefochten hatten, gelten in ihren jeweiligen Ländern als Symbolfiguren der Ritterlichkeit, der vaterländischen Opferbereitschaft und des Edelmutes.